# Robert Muller
Robert Muller (Waimes, 11 marzo 1923 – 20 settembre 2010) è stato un filosofo e politico belga, ex-Assistente del Segretario generale delle Nazioni Unite, le cui idee riguardo ad un governo mondiale, ad una pace mondiale e ad una spiritualità mondiale hanno condotto le religioni a una maggiore rappresentanza all'interno dell'ONU, soprattutto per quanto riguarda i culti New Age.
È divenuto noto come «il Filosofo» e il «Profeta di Speranza» delle Nazioni Unite.
Muller è cresciuto in Francia, nella regione dell'Alsazia-Lorena, durante la Seconda guerra mondiale. Dopo la guerra ha conseguito una laurea in giurisprudenza all'Università di Strasburgo e nel 1948 vinse un concorso saggistico su come creare un governo mondiale. Il premio era stato da poco istituito dalle Nazioni Unite, cosicché Muller passò i seguenti 40 anni lavorando sul progetto di pace mondiale dalla sua posizione di assistente del Segretario Generale.
Egli ha fondato un sistema di scuole chiamato Robert Muller School.
Nel Manuale del World Core Curriculum è scritto esplicitamente che "la filosofia implicita sulla quale si basa la Robert Muller School si può rinvenire nel complesso di insegnamenti contenuti nei libri di Alice A. Bailey derivati dal maestro tibetano Djwhal Khul."
Nel 1996 si era candidato per il posto di Segretario Generale dell'ONU.